# Valencia Basket Club 2015-2016
Questa voce raccoglie le informazioni riguardanti il Valencia Basket Club nelle competizioni ufficiali della stagione 2015-2016.

## Stagione
La stagione 2015-2016 del Valencia Basket Club è la 27ª nel massimo campionato spagnolo di pallacanestro, la Liga ACB.

## Roster
Aggiornato al 16 novembre 2024.
| Valencia Basket Club 2015-16 | Valencia Basket Club 2015-16 |
| Giocatori                    | Staff tecnico                |
| ---------------------------- | ---------------------------- |

| N. | Naz.                                         | Ruolo | Nome                  | Anno | Alt.   | Peso   |  |
| -- | -------------------------------------------- | ----- | --------------------- | ---- | ------ | ------ |  |
| 1  | Islanda (bandiera)                           | G     | Jón Stefánsson        | 1982 | 193 cm | 90 kg  |  |
| 4  | Spagna (bandiera)                            | AC    | Jordi Trias           | 1980 | 207 cm | 109 kg |  |
| 8  | Francia (bandiera)                           | P     | Antoine Diot          | 1989 | 193 cm | 86 kg  |  |
| 9  | Belgio (bandiera)                            | P     | Sam Van Rossom        | 1986 | 193 cm | 88 kg  |  |
| 10 | Rep. Centrafricana (bandiera)                | AP    | Romain Sato           | 1981 | 195 cm | 100 kg |  |
| 13 | Serbia (bandiera)                            | A     | Vladimir Lučić        | 1989 | 202 cm | 95 kg  |  |
| 14 | Montenegro (bandiera)                        | C     | Bojan Dubljević       | 1991 | 205 cm | 110 kg |  |
| 16 | Spagna (bandiera)                            | P     | Guillem Vives         | 1993 | 192 cm | 84 kg  |  |
| 17 | Spagna (bandiera)                            | G     | Rafael Martínez (C)   | 1982 | 190 cm | 88 kg  |  |
| 19 | Spagna (bandiera)                            | AP    | Fernando San Emeterio | 1984 | 199 cm | 100 kg |  |
| 24 | Stati Uniti (bandiera) · Lituania (bandiera) | AG    | John Shurna           | 1990 | 205 cm | 100 kg |  |
| 41 | Stati Uniti (bandiera) · Croazia (bandiera)  | C     | Justin Hamilton       | 1990 | 213 cm | 116 kg |  |
| 42 | Stati Uniti (bandiera)                       | AC    | Travis Peterson       | 1985 | 208 cm | 102 kg |  |
| 43 | Stati Uniti (bandiera)                       | AG    | Luke Sikma            | 1989 | 202 cm | 105 kg |  |
| 50 | Spagna (bandiera)                            | P     | Miguel Martínez       | 1995 | 183 cm |        |  |
| 51 | Spagna (bandiera)                            | G     | Josep Puerto          | 1999 | 194 cm |        |  |
| -  | Spagna (bandiera)                            | G     | Adrià Duch            | 1995 | 185 cm |        |  |

| Allenatore                                                                        |
| - Pedro Martínez                                                                  |
| Assistente/i                                                                      |
| - Carles Durán - Juan Maroto Legenda - (C) Capitano - (IN) Inattivo - Infortunato |

## Mercato

### Sessione estiva
| Acquisti | Acquisti              | Acquisti           | Acquisti   | Acquisti |
| R.       | Nome                  | da                 | Modalità   |          |
| -------- | --------------------- | ------------------ | ---------- | -------- |
| P        | Antoine Diot          | Strasburgo         | definitivo |          |
| G        | Jón Stefánsson        | Málaga             | definitivo |          |
| AP       | Fernando San Emeterio | Saski Baskonia     | definitivo |          |
| AG       | John Shurna           | Darüşşafaka        | definitivo |          |
| AG       | Luke Sikma            | Canarias Tenerife  | definitivo |          |
| AC       | Jordi Trias           | Andorra            | definitivo |          |
| C        | Justin Hamilton       | Minnesota T'wolves | definitivo |          |

| Cessioni | Cessioni        | Cessioni          | Cessioni       | Cessioni |
| R.       | Nome            | a                 | Modalità       |          |
| -------- | --------------- | ----------------- | -------------- | -------- |
| P        | Pablo Pérez     | Ciudad Valladolid | prestito       |          |
| G        | Nemanja Nedović | Málaga            | rescissione    |          |
| G        | Pau Ribas       | Barcellona        | fine contratto |          |
| AG       | Pablo Aguilar   | Gran Canaria      | rescissione    |          |
| AG       | Luke Harangody  | Darüşşafaka       | rescissione    |          |
| C        | Serhij Liščuk   | Murcia            | fine contratto |          |
| C        | Krešimir Lončar | Alba Berlino      | rescissione    |          |

### Dopo l'inizio della stagione
| Acquisti | Acquisti        | Acquisti        | Acquisti       | Acquisti   |
| R.       | Nome            | da              | Data           | Modalità   |
| -------- | --------------- | --------------- | -------------- | ---------- |
| AC       | Travis Peterson | Avtodor Saratov | 19 maggio 2016 | definitivo |

| Cessioni | Cessioni | Cessioni | Cessioni | Cessioni |
| R.       | Nome     | a        | Data     | Modalità |
| -------- | -------- | -------- | -------- | -------- |